# Sisimitalia rubricollis
Sisimitalia rubricollis är en insektsart som beskrevs av Fowler 1900. Sisimitalia rubricollis ingår i släktet Sisimitalia och familjen dvärgstritar. Inga underarter finns listade i Catalogue of Life.